# Steven Holcomb
Steven Holcomb (* 14. April 1980 in Park City, Utah; † 6. Mai 2017 in Lake Placid, New York) war ein US-amerikanischer Bobpilot.

## Werdegang

### Anfänge
Holcomb war acht Jahre in der Jugend als alpiner Skirennläufer aktiv. 1998 wechselte er zum Bobsport und gehörte seitdem dem US-Nationalkader an. In diesem Jahr bestritt er im Bob von Brian Shimer in Calgary sein erstes Weltcuprennen. Die beste Platzierung war in seiner Heimatstadt Park City ein sechster Platz mit James Herberich. Im Winter 1999/2000 wurde er bei der Utah National Guard in das Army World Class Athlete Program, das Sportförderprogramm der US-Armee, aufgenommen. Er war Anschieber des Piloten Todd Hays, gewann im Sommer in Monte-Carlo die Anschub-Weltmeisterschaft im Vierer und die Vierer-Meisterschaft der USA. Bei der Weltmeisterschaft 2000 in Altenberg wurde er 13. Im Weltcup kam er mit Hays auf den zehnten Platz. In der Saison 2000/01 war er als Anschieber tätig und mit Mike Dionne bei zwei Weltcups unterwegs. In Lake Placid fuhren sie auf den sechsten Platz. Ein Jahr später ging er zum ersten Mal als Pilot an den Start. Bei den Olympischen Spielen 2002 in Salt Lake City wurde er als Vorfahrer eingesetzt.

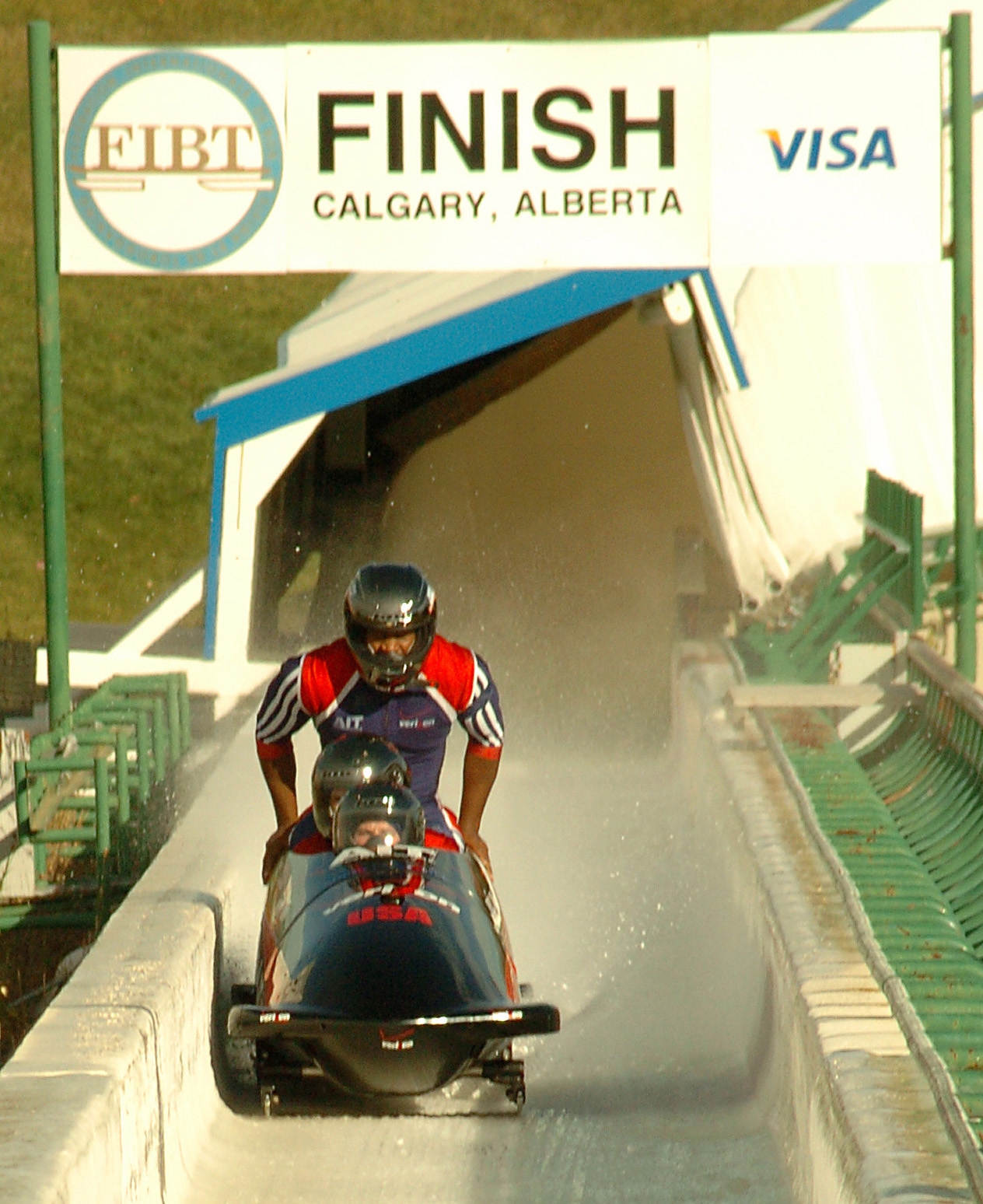
Steven Holcomb mit Ivan Radcliff, Brock Kreitzburg und Curt Tomasevicz während der US-Ausscheidungsrennen 2005 im Viererbob auf der Bahn in Calgary.

### 2003 bis 2007
In der Saison 2002/03 gewann er beim Bob-America’s-Cup sechs von acht Rennen und wurde zweimal Zweiter. Sein erster nennenswerter Erfolg war der zehnte Platz mit dem Viererbob bei der Bob-Weltmeisterschaft 2003 in Lake Placid. Bei der Juniorenweltmeisterschaft am Königssee wurde er im Zweier Siebenter und im Vierer Sechster. Eine Saison später wurde er im Gesamtweltcup im Zweier und in der Kombinationswertung 15., im Vierer 14. Bei der Weltmeisterschaft 2004 am Königssee wurde er im Zweier und im Vierer jeweils Zwölfter. In der Saison 2004/05 gelangen ihm mehrfach Ränge unter den besten Zehn. Im Gesamtweltcup der Viererbobs wurde er Siebter, im Zweier 18. und in der Kombination Elfter. Die Weltmeisterschaft 2005 in Calgary beendete er im Vierer als Achter und im Zweier als 18. Die Saison 2005/06 bestritt er im Zweier mit den drei verschiedenen Bremsern Brock Kreitzburg, Curtis Tomasevicz und Bill Schuffenhauer. Im Zweier wurde er beim Weltcuprennen in Cortina d’Ampezzo mit Kreitzburg überraschend Fünfter und am Ende in der Gesamtwertung 13., im Viererbob beim Heim-Weltcup in Lake Placid Sechster und in der Gesamtwertung am Ende Neunter. Höhepunkt der Saison waren die Olympischen Winterspiele von Turin. Hier startete er in beiden Bobklassen und wurde Sechster im Vierer- und 14. im Zweierbob.
Seinen endgültigen Durchbruch schaffte Holcomb in der nacholympischen Saison 2006/07. Zunächst gewann er in Cortina d’Ampezzo sein erstes Weltcuprennen im Viererbob und anschließend auch die beiden Rennen in Igls und Cesana. Im Gesamtweltcup erreichte er den zweiten Rang hinter Jewgeni Popow. Auch im Zweierbob gewann er in dieser Saison in Cortina sein erstes Weltcuprennen, in Cesana zudem ein Zweites. Aufgrund der höheren Anzahl der Siege wurde er auch Gewinner der Gesamtweltcupwertung vor dem punktgleichen Kanadier Pierre Lueders. Bei der Weltmeisterschaft 2007 in St. Moritz verpasste er als Vierter mit beiden Bobs eine Medaille.
Nachdem Holcombs Sehfähigkeit durch die Augenerkrankung Keratokonus stark eingeschränkt war, konnte diese mit einer Operation 2007 wiederhergestellt werden. In seiner Autobiografie schrieb Holcomb, dass er 2007 aufgrund von Depressionen einen Suizidversuch unternommen hatte.

### 2008 bis 2011
Im ersten Weltcuprennen der Saison 2007/08 in Calgary besiegte er den Deutschen André Lange im Zweier und gewann auch den Vierer. In der Gesamtwertung wurde er im Zweier und im Vierer Vierter und Dritter in der Kombination. Bei der Weltmeisterschaft 2008 in Altenberg wurde er Zehnter im Zweier, Sechster im Vierer und Dritter im USA-Team. In der Saison 2008/09 gewann er zwei Weltcuprennen im Vierer. Am Ende wurde er in der Gesamtwertung im Vierer Vierter und in der Kombination Neunter. Bei der Weltmeisterschaft 2009 in Lake Placid gewann der US-Pilot die Goldmedaille im Viererbob.
Auch die Wertung im Gesamtweltcup der Saison 2009/10 gewann Holcomb, drei der acht Saisonrennen konnte er gewinnen. Bei den Olympischen Spielen 2010 in Vancouver wurde Holcomb Olympiasieger im Viererbob und erreichte damit seinen größten internationalen Erfolg. Es war der erste US-amerikanische Olympiasieg im Bobsport seit 1948. Im Zweierbob belegte er Rang sechs. In der Saison 2010/11 gewann er mit seinem Vierer-Team zwei Weltcuprennen in Whistler und in Lake Placid.

### 2012 bis 2017
In der Saison 2011/12 gelang ihm weder im Zweier noch im Vierer ein Sieg, lediglich ein zweiter Platz im Vierer sowie ein zweiter und ein dritter Platz im Zweier. Im Zweier wurde er insgesamt Neunter, im Vierer und in der Kombination Siebenter. Bei der Weltmeisterschaft 2012 in Lake Placid gewann er aber insgesamt drei Weltmeistertitel. Mit Anschieber Steven Langton wurde er erstmals Weltmeister im Zweierbob, mit Justin Olsen, Steven Langton und Curtis Tomasevicz im Viererbob und war zudem mit dem US-amerikanischen Team siegreich. Bei der WM 2013 in St. Moritz gewann er im Viererbob die Bronzemedaille und belegte im Zweierbob den vierten Platz. Die Weltcupsaison 2013/14 war Holcombs erfolgreichste; insgesamt siegte er in neun Rennen und gewann die Gesamtwertung im Zweier und in der Kombination. Bei den Olympischen Winterspielen 2014 in Sotschi holte er mit beiden Bobs die Bronzemedaille. Im März 2019 wurde ihm aufgrund von Dopings der ursprünglichen Siegermannschaft um Alexander Subkow postum jeweils die Silbermedaille zugesprochen. In den beiden folgenden Jahren konnte er nicht mehr an diese Erfolge anknüpfen. Im Winter 2016/17 gewann er das Zweierbob-Rennen in Lake Placid und erreichte weitere vier Mal einen Podestplatz, womit er in den Gesamtwertungen den zweiten und dritten Rang belegte. 
Am 6. Mai 2017 wurde Steven Holcomb im Alter von 37 Jahren tot in seinem Zimmer im Trainingslager in Lake Placid aufgefunden. Nach einem ersten Autopsiebericht starb Holcomb an einer Lungenstauchung und Wasser in der Lunge.

## Auszeichnungen
- USOC Athlete of the Year (USA): 2009, 2010

## Veröffentlichungen
- mit Steve Eubanks: But Now I See – My Journey from Blindness to Olympic Gold. Biografie, 2012.[8]